# Don't be Afraid
「Don't be Afraid」（ドント・ビー・アフレイド）は、日本のロックバンド、L'Arc〜en〜Cielの41作目のシングル。2016年12月21日発売。発売元はKi/oon Music。

## 概要
前作「Wings Flap」から約1年ぶりとなるシングルリリース。
本作の表題曲「Don't be Afraid」は、2016年12月23日に公開されたソニー・ピクチャーズ エンタテインメント配給映画『バイオハザード: ザ・ファイナル』の日本語吹替版主題歌に使用されている。L'Arc〜en〜Cielが実写映画のテーマソングに楽曲を提供するのは、2011年12月に発表した「CHASE」以来約5年ぶりのこととなった。（詳細は楽曲解説の項目を参照）
また、カップリング曲には、＜L'Arc〜en〜Cielの過去の楽曲をアコースティック・アレンジする企画＞の一環で制作された「Cradle -L'Acoustic version-」などが収録されている。

## リリース

### リリースプロモーション
本作のリリースプロモーションとして、表題曲のタイアップ先となる映画『バイオハザード: ザ・ファイナル』とのコラボレーション企画が実施されている。この企画では、同映画の映像のバックに表題曲のフルサイズを流したコラボミュージックビデオ「Don't be Afraid -BIOHAZARD THE FINAL collaboration version-」が制作されており、YouTubeにてフルサイズ、1コーラスカット版ともに期間限定で公開された。余談だが、hydeは2016年12月13日に東京・六本木で開催された同映画のワールドプレミアに出席しており、同映画主演の女優、ミラ・ジョヴォヴィッチと同映画の監督を務めたポール・W・S・アンダーソンとhydeのスリーショットがInstagramで公開されている。
また、2016年11月17日には、上記映画の原作であるカプコン社のゲーム『バイオハザードシリーズ』と表題曲「Don't be Afraid」のコラボレーション企画として、世界初のフルデジタイズ360°VRミュージックビデオ『Don't be Afraid –Biohazard × L'Arc-en-Ciel on PlayStation VR-』がPlayStation Storeにおいて配信開始された（詳細は下記項目参照）。
そして2016年12月23日には、テレビ朝日系列で放送された番組『ミュージックステーション スーパーライブ 2016』に出演し、この曲を披露している。

### リリース形態
本作は、完全生産限定(BIOHAZARD×L'Arc-en-Ciel)盤（CD＋BD）、初回生産限定盤（CD＋BD）、通常盤（CD）の3形態でリリースされた。アートディレクションは前作「Wings Flap」から引き続き、寺澤圭太郎（PARK GALLERY）が担当している。完全生産限定盤は、LPサイズの特殊仕様で、見る角度によってメンバーがゾンビに変わるレンチキュラージャケットとなっている。また、付属のBlu-rayには「Don't be Afraid」のミュージック・ビデオに加え、『Don't be Afraid -Biohazard×L'Arc-en-Ciel on PlayStation VR-』を2D化した映像、ゲーム『バイオハザードシリーズ』のヒストリー映像、2017年1月26日発売のゲーム『バイオハザード7 レジデント イービル』のトレイラー映像が収録されている。さらに、ボーナス・トラックとして上記のVRミュージックビデオ内のメンバーボイスが収められている。また、CDショップ購入者に特典として「BIOHAZARD×L'Arc-en-Ciel ショッピングバッグ」をプレゼントする施策も行われた。

## ミュージックビデオ
表題曲「Don't be Afraid」のミュージック・ビデオは、安田大地がディレクターを務めた作品となっている。なお、映像はバンドの演奏シーンと、メンバーが白い鎧を着た顔の見えない兵隊と戦うアクションシーンで構成されている。アクションシーンでは、hydeが日本刀、kenが槍、tetsuyaが日本刀を2本、yukihiroが拳銃をそれぞれ持ってパフォーマンスしている。
このミュージック・ビデオは、本作の完全生産限定盤および初回生産限定盤に付属するBlu-ray Discに初収録されている。また、2019年12月11日には公式YouTubeアーティストチャンネルにおいて、映像の無料公開が開始されている。
ちなみにこの映像とは別に、「Don't be Afraid –Biohazard × L'Arc-en-Ciel on PlayStation VR-」と題したVRミュージック・ビデオが制作されている。

### Don't be Afraid –Biohazard × L'Arc-en-Ciel on PlayStation VR-
「Don't be Afraid –Biohazard × L'Arc-en-Ciel on PlayStation VR」は、カプコン社のゲーム『バイオハザードシリーズ』とL'Arc〜en〜Cielのコラボレーション企画として、2016年11月17日にPlayStation Storeにて配信された、世界初となるPlayStation VR向けVRミュージックビデオ。
このコラボレーションは、2016年9月13日に行われたソニー・インタラクティブエンタテインメントによる国内プレイステーションビジネス販売戦略発表会「2016 PlayStation Press Conference in Japan」で発表されたプロジェクトで、2016年で発売20周年を迎えたゲーム『バイオハザードシリーズ』と、同年にバンド結成25周年を迎えたL'Arc〜en〜Cielの共同企画となっている。プロジェクト発表の翌々日となる同年9月15日から開催された「東京ゲームショウ2016」では、映像の一部を体験できる『Don't be Afraid –Biohazard × L'Arc-en-Ciel on PlayStation VR- 体験版』が出展されている。そして同年10月13日には、本映像の先行体験配信版がPlayStation Storeにてリリースされている。
映像の制作チームには、プロデューサーとして川田将央（カプコン）、映像監督として森田淳也（白組）、CGスーパーバイザーとして小森啓裕（白組）が参加している。また、映像には、2017年1月26日発売のゲーム『バイオハザード7 レジデント イービル』で使用されたカプコン社の当時の最新技術「RE ENGINE」が駆使されており、この技術によりL'Arc〜en〜Cielのメンバーを3DCG化した"フルデジタイズ360°ミュージックビデオ"が制作された。さらに撮影では、約60個のセンサーをメンバーの身体に取り付け、全方向に設置された約50台のモーションセンサーによりメンバーの細かいアクションを記録することで、映像にリアルな動きを取り込む処理を行っている。
映像の内容としては、『バイオハザードシリーズ』に登場する架空都市「ラクーンシティ」を模した「ラルクーンシティ（L'Arc-coon-City）」を舞台に、デジタルキャラクターとなったL'Arc〜en〜Cielのメンバー4人が、楽曲「Don't be Afraid」がバックで流れる中、作中の特殊部隊であるS.T.A.R.S.隊員として生き残りをかけて群がるゾンビたちと戦うものになっている。なお、映像には『バイオハザードシリーズ』に登場するキャラクターであるレオン・S・ケネディとネメシスも登場している。さらに、このコンテンツにはメンバーがアフレコした音声も収録されており、『バイオハザードシリーズ』のファンであるメンバーが、ゲームで登場した名台詞を口にしている。例えば、hydeはレオンの口癖を真似し「泣けるぜ」「これでチェックメイトだ」などの台詞をつぶやいており、他のメンバーもレオンの他、バリー・バートンやピアーズ・ニヴァンスなどの台詞を口にしている。また、本作には映像の他に、ソーシャルコンテンツや、緻密なCG映像を鑑賞できるモードが用意されている。

## 収録曲
| #         | タイトル                                           | 作詞      | 作曲      | 編曲                                         | 時間  |
| --------- | -------------------------------------------------- | --------- | --------- | -------------------------------------------- | ----- |
| 1.        | 「Don't be Afraid」                                | hyde      | tetsuya   | L'Arc〜en〜Ciel, Jun Suyama                  | 4:26  |
| 2.        | 「Cradle -L'Acoustic version-」                    | hyde      | yukihiro  | Produced by kensuke ushio (agraph), yukihiro | 5:27  |
| 3.        | 「Don't be Afraid (hydeless version)」             |           | tetsuya   | L'Arc〜en〜Ciel, Jun Suyama                  | 4:26  |
| 4.        | 「Cradle -L'Acoustic version- (hydeless version)」 |           | yukihiro  | Produced by kensuke ushio (agraph), yukihiro | 5:27  |
| 5.        | 「Don't be Afraid -English version-」              | hyde      | tetsuya   | L'Arc〜en〜Ciel, Jun Suyama                  | 4:21  |
| 合計時間: | 合計時間:                                          | 合計時間: | 合計時間: | 合計時間:                                    | 24:07 |

| #         | タイトル                                                                                              | 作詞      | 作曲      | 編曲                                         | 時間  |
| --------- | --- | --------- | --------- | -------------------------------------------- | ----- |
| 1.        | 「Don't be Afraid」                                                                                   | hyde      | tetsuya   | L'Arc〜en〜Ciel, Jun Suyama                  | 4:26  |
| 2.        | 「Cradle -L'Acoustic version-」                                                                       | hyde      | yukihiro  | Produced by kensuke ushio (agraph), yukihiro | 5:27  |
| 3.        | 「Don't be Afraid (hydeless version)」                                                                |           | tetsuya   | L'Arc〜en〜Ciel, Jun Suyama                  | 4:26  |
| 4.        | 「Cradle -L'Acoustic version- (hydeless version)」                                                    |           | yukihiro  | Produced by kensuke ushio (agraph), yukihiro | 5:27  |
| 5.        | 「Don't be Afraid -English version-」                                                                 | hyde      | tetsuya   | L'Arc〜en〜Ciel, Jun Suyama                  | 4:32  |
| 6.        | 「Member's Voice from -Biohazard × L'Arc-en-Ciel on PlayStation VR- (hyde version)」(Bonus Track)     |           |           |                                              | 0:08  |
| 7.        | 「Member's Voice from -Biohazard × L'Arc-en-Ciel on PlayStation VR- (ken version)」(Bonus Track)      |           |           |                                              | 0:08  |
| 8.        | 「Member's Voice from -Biohazard × L'Arc-en-Ciel on PlayStation VR- (tetsuya version)」(Bonus Track)  |           |           |                                              | 0:08  |
| 9.        | 「Member's Voice from -Biohazard × L'Arc-en-Ciel on PlayStation VR- (yukihiro version)」(Bonus Track) |           |           |                                              | 0:08  |
| 合計時間: | 合計時間:                                                                                             | 合計時間: | 合計時間: | 合計時間:                                    | 24:50 |

## 楽曲解説
1. Don't be Afraid
  - 作詞: hyde / 作曲: tetsuya / 編曲: L'Arc〜en〜Ciel & Jun Suyama

イントロのピアノと切ないギターのアルペジオが印象的な楽曲。作曲者のtetsuya曰く、映画『バイオハザード: ザ・ファイナル』のイメージをもとに楽曲制作に取り組んだという。tetsuyaは楽曲制作について「『バイオハザード』の映像のイメージを頭の中に描きつつ、僕なりの解釈で、あんまりザクザクしたギターで激し目のものでいくよりも、クリーンなアルペジオでちょっと悲しい感じのほうがいいかな？と僕の解釈でイメージして作曲しました[10]」「生きながらにしてゾンビのような気持ちになる。悲しみとか、怒りとか、無念な気持ちとか、僕の中でもテーマになりました[14]」と語っている。ちなみに、この曲の原型は、本作発売のかなり前から存在していたといい、2012年に歌手のピコに楽曲提供をする際に、提供候補としてtetsuyaがピコ側に提出していた楽曲のうちの一つだったという[15]。また、この曲の編曲作業には、編曲家の陶山隼が参加している。
作詞を担当したhydeは、上記映画の内容を確認したうえで歌詞を書き下ろしている。歌詞のイメージについて、hydeは「『バイオハザード』ですごく象徴的な瞬間というのは、中に絶対アイツらがいるってわかっているのにドアを開けないと進めないという、その展開。その展開と、人生って、どこか通じる部分があると思うんです。"どうしてもこれやらないと前に進まないんだよな…"っていうその気持ちを自分と照らし合わせて。勇気を振り絞って恐怖に打ち勝つっていう部分をイメージして歌詞を書きました[14]」「イントロで誰かに銃口を向けるんですけど、それが最終的には誰なのかっていうところが肝じゃないですかね」と述べている。また、この曲のタイトルは、前述の「勇気を振り絞って恐怖に打ち勝つ[16]」というイメージに加え、上記映画の題材を踏まえ「ゾンビーアフレイド（=ゾンビ怖い）」という言葉遊びを意図して名付けられている[16]。
ちなみに、フィジカル発売前の2016年11月25日には、この曲の全英語詞バージョン「Don't be Afraid -English version-」が配信限定でリリースされている（詳細は配信限定楽曲参照）。この全英語詞バージョンは、本作のカップリングにも収録されている。
2. Cradle -L'Acoustic version-
  - 作詞: hyde / 作曲: yukihiro / プロデュース: kensuke ushio (agraph) & yukihiro

6thアルバム『ark』の収録曲「Cradle」のアコースティックバージョン。
アコースティックアレンジをするにあたり、プロデュースを担当したyukihiroは「自分がやるならアンビエント／チルアウトっぽい形にしたいなと思っていた[17]」と語っている。そしてアレンジの方向性を踏まえ、yukihiroがacid android名義で主催したライヴイベントにおいて、共演経験のあった牛尾憲輔（agraph）を共同プロデューサーとして迎えている[17]。
yukihiroが原曲を制作した頃、自身がブリストル・サウンドに傾倒していたことを踏まえ[17]、今回の制作でも大きな展開のない、心地よいループが印象的なアレンジを施している[17]。制作の流れは、まず原曲のパラデータを牛尾に渡し、原曲のイメージを踏まえたアレンジを依頼している[17]。牛尾はyukihiroとの対談の中で、アレンジ作業について「僕の中では勝手にyukihiroさんとユニットを組むような気持ちで取り組みました[17]」「1小節のループ作りにすごく時間をかけたのを覚えています[17]」と述懐している。そして牛尾がフル・コーラスを手掛けた後、yukihiroに音源データを返し、それを受け取ったyukihiroが音源から音を抜き差ししている[17]。
なお、この曲の制作では、多くのサンプラーやアナログリズムマシンなどの機材が使われており、ストリングス、サックス、ピアノ、ストリング・ベース、スネア、リムショット、パッドなどの音を原曲から足している[17][18]。さらに、原曲のリハーモナイズも行われている[18]。ちなみに、キックはRoland TR-808で鳴らしているが、スネアはyukihiroが所有する実機のTR-606の音が採用されている[17][18]。
また、新たにアレンジした楽曲の雰囲気に合わせるため、hydeがボーカルを録り直している[18]。さらにミックス作業は、プロデュースを担当したyukihiroが単独で行っている[18]。

## タイアップ
Don't be Afraid
- ソニー・ピクチャーズ エンタテインメント配給映画『バイオハザード: ザ・ファイナル』日本語吹替版主題歌

## 参加ミュージシャン
- hyde：Vocal
- ken：Guitar
- tetsuya：Bass
- yukihiro：Drums
- Cradle -L'Acoustic version-
  - yukihiro：Keyboards, Programming
  - 牛尾憲輔 (agraph)：Keyboards, Programming

## 初回生産限定盤・完全生産限定盤付属Blu-ray Disc
- 初回生産限定盤付属BD

1. Don't be Afraid -Music Clip-
ディレクター：安田大地[19]

- 完全生産限定(BIOHAZARD×L'Arc-en-Ciel)盤付属BD

1. Don't be Afraid -Music Clip-
2. 「Don't be Afraid -Biohazard(R) × L'Arc-en-Ciel on PlayStation(R)VR-」-6 Sided Multi View Movie-
ディレクター：森田淳也
3. 「BIOHAZARD(R)」 -20th Special History Movie-
4. 「BIOHAZARD 7 resident evil」 TAPE-1

## 配信限定楽曲
Don't be Afraid -English version-
CDシングルの表題曲「Don't be Afraid」の全英語詞バージョンで、「X X X -English version-」、「CHASE -English version-」以来となる配信限定楽曲。
2016年11月25日から配信開始され、mora、VICTOR STUDIO HD-Music.、e-onkyoではハイレゾ音源の配信も行われた。
この曲は、同年10月17日から、メンバー出演のソニー「ハイレゾ級ワイヤレス MDR-1000X」CMソングに起用されている。
また、2016年12月21日発売の41stシングル「Don't be Afraid」には、カップリング曲としてこの曲が収録されており、この作品で初CD化となった。